# Conduelo Píriz
Conduelo Píriz (né le 17 juin 1905 à Montevideo et mort le 25 décembre 1976) était un footballeur uruguayen des années 1920 et 1930, vainqueur de la coupe du monde 1930.

## Biographie
En tant que milieu de terrain, Conduelo Píriz fut international uruguayen à sept reprises (1929-1932) pour aucun but inscrit.
Il participa à la Copa América 1929, terminant troisième du tournoi. Cette même année, il remporta également la Copa Lipton.
Il fit partie des joueurs sélectionnés uruguayens pour la coupe du monde de football de 1930, mais il ne joua aucun match. Néanmoins, il remporta la coupe du monde.
Il fit toute sa carrière au Club Nacional de Football, mais on ne connaît pas les dates de sa carrière.

## Clubs
- Club Nacional de Football

## Palmarès
- Coupe du monde de football
  - Vainqueur en 1930